# Ledromeer
Het Ledromeer (Italiaans: Lago di Ledro) is een meer in de Italiaanse provincie Trente iets ten westen van het Gardameer.
Het is een natuurlijk meer waarvan de waterspiegel kunstmatig verhoogd is. Al in de bronstijd werden de oevers van het meer bewoond. Bewijs hiervan zijn de resten van een paalwoningdorp waarbij ook een museum is gevestigd. Het Meer van Ledro is vanwege zijn gunstige ligging erg populair bij toeristen.
Aan het meer liggen drie plaatsen: Molina di Ledro, Mezzolago en Pieve di Ledro.